# Comorozetes concurvatus
Comorozetes concurvatus är en kvalsterart som beskrevs av Sandór Mahunka 1999. Comorozetes concurvatus ingår i släktet Comorozetes och familjen Microzetidae. Inga underarter finns listade i Catalogue of Life.